# Bufenina
Bufenina é um fármaco vasodilatador. Seus efeitos iniciam-se 10 minutos após a administração.